# Shane A. Parker
Shane Alwyne Parker (3 de agosto de 1943 - Adelaide, 21 de novembro de 1992) foi um ornitólogo e curador de museus britânico, que emigrou para a Austrália em 1967, depois de participar na segunda Expedição Australiana Harold Hall em 1964. Ele trabalhou como curador do South Australian Museum entre 1976 e 1992. Ele morreu de linfoma em sua casa em Adelaide após lutar dois anos contra a doença.
Ele nomeou o extinto Dromaius baudinianus em 1984, com base em ossos subfósseis.